# Stenodryas modestus
Stenodryas modestus là một loài bọ cánh cứng trong họ Cerambycidae.